# Purchase (New York)
Purchase est un village américain du comté de Westchester dans l’État de New York et faisant partie de la municipalité de Harrison.

## Éducation et culture
La ville accueille le Purchase College de l'université d'État de New York ou SUNY Purchase ainsi que le Manhattanville College (en) pour des masters en science, en éducation, une école d'infirmières et de l'enseignement artistique. Il existe également un important festival annuel.
Elle abrite le Neuberger Museum of Art.

## Économie
Purchase abrite entre autres les maisons mères des compagnie PepsiCo, Atlas Air et MasterCard. L'aéroport du comté de Westchester est également sur son territoire.